# Lindsay Hartley
 (janvier 2019).
Si vous disposez d'ouvrages ou d'articles de référence ou si vous connaissez des sites web de qualité traitant du thème abordé ici, merci de compléter l'article en donnant les références utiles à sa vérifiabilité et en les liant à la section « Notes et références ».
Pour les articles homonymes, voir Hartley.
Lindsay Nicole Korman (née à Palm Springs, Californie, le 17 avril 1978) est une chanteuse et actrice américaine.

## Biographie
Dès son enfance, Lindsay a déménagé à Las Vegas où ses parents avaient ouvert une boutique.
Elle a commencé à chanter lorsqu'elle avait onze ans et a obtenu un rôle dans la production Grease sur Broadway.
En 1999, elle a obtenu le rôle de Theresa Lopez-Fitzgerald Crane Casey dans le mélodrame Passions pour lequel elle a gagné le prix de Outstanding Female Newcomer en 2000.
Elle a des racines grecques et italiennes.
En 2002, elle participe à l'émission Weakest Link (Le Maillon faible en Amérique) et au talk show The Other Half aux États-Unis.

## Vie privée
En 2003, Lindsay commence à fréquenter son ancien partenaire de Passions, Justin Hartley (qui a joué Fox Crane). Ils se fiancent six mois après, le 13 novembre 2003, puis se marient le 1er mai 2004. Le 3 juillet 2004, elle donne naissance à leur fille Isabella Justice Hartley. Ils vivent à Los Angeles. Le 6 mai 2012, Lindsay demande le divorce dans la Cour supérieure du comté de Los Angeles en citant des « différences irréconciliables », et demande la garde partagée physique et légale de leur fille.

## Filmographie

### Cinéma
- 2015 : The Challenger (en) : Stéphanie
- 2017 : Garlic & Gunpowder : Rachel
- 2017 : The Student : Barbara Keyes
- 2017 : Death House : Balthoria

### Télévision

#### Séries télévisées
- 1999 - 2008 : Passions : Theresa Lopez-Fitzgerald
- 2009 : Les Experts (CSI) : Gretchen Javid  (saison 9, épisode 19)
- 2009 - 2010 : Des jours et des vies (Days of our Lives) : Arianna Hernandez
- 2010 : Smallville : Mad Harriet (saison 10, épisode 8)
- 2010 - 2013 : La Force du destin (All My Children) : Cara Castillo
- 2014 : The Bay : Sammie Sullivan (saison 1, épisodes 13 à 16)
- 2020 ; 2022 : Hôpital central (General Hospital) : Samantha McCall Morgan

#### Téléfilms
- 2014 : Entre le cœur et la raison (Perfect on Paper) : Natalie Holland
- 2016 : Une infirmière trop parfaite (Nightmare Nurse) : Chloé Spade
- 2016 : L'instinct d'une mère (A Mother's Suspicion) : Jill Yates
- 2017 : Méfiez-vous de la baby-sitter (The Wrong Nanny) : Stella Armstrong
- 2017 : Un scoop pour la Saint-Valentin (It Happened One Valentine's) : Vivian Cartwright
- 2017 : Quelques milliards pour une veuve noire (Deadly Attraction) : Ruby Asher
- 2017 : Le voyage surprise de Noël (Romance at Reindeer Lodge) : Karen
- 2017 : Une amitié dangereuse pour ma fille (Deadly Exchange) : Samantha Winters
- 2018 : Une grossesse manipulée (Snatched) : Vicky Dolan
- 2018 : La vengeance de ma sœur jumelle (A Sister's Obsession) : Kendra Walker / Amber Sheridan
- 2019 : Les trois visages de ma mère (My Mother's Split Personalities) : Gail Price
- 2019 : Tout n'est qu'illusion (The House on the Hill) : Dr Susan Landford
- 2020 : Échangées à la naissance (Deadly Daughter Switch) : Brooke Jenkins
- 2020 : Ado, riche et enceinte (Young, Stalked, and Pregnant) : Jennifer Collier
- 2021 : Une nuit avec un serial killer (Deadly Seduction) : Maggie Bogan
- 2021 : Belle comme l'amour (The Beauty of Love) : Francesca
- 2022 : Piégée par mon Sugar Daddy (Prisoner of Love) : Amanda James

## Réalisatrice
- 2021 : Piégée par mon Sugar Daddy (Prisoner of Love)
- 2022 : Le Cercle des mensonges (Killer Ambition)

## Voix françaises
En France, Jeanne Savary est la voix française régulière de Lindsay Hartley.